# John Rogers Herbert
John Rogers Herbert (født 23 januar 1810 i Maldon, Essex, død 17. marts 1890 i London) var en engelsk historie- og portrætmaler.

## Biografi
Herbert kom 1826 på London-akademiet, som han 1846 blev medlem af. Foruden portrætkunst, stærkt søgt af aristokratiet efter Herberts held med et billede af prinsesse Victoria, har Herbert i rigelig mængde malet romantiske genrebilleder, historiske og religiøse malerier, disse gerne prægede af nazarensk ånd, og efterhånden påvirkede af den prærafaelitiske skole. Til hans tidligste arbejder i denne retning hører Haydee (1834) og andre billeder efter Byron, det bekendte Stævnemøde (1835), Bønnen (1835), De fangnes løskøbelse (1836).
Efter at være gået over til katolicismen, skabte han en del følte, særlig kirkelige arbejder: Bestandigheden, Venetiansk Procession 1528 (1839), Signalet (1840; fik British Institutions pris), Kristendommens indførelse i Bretagne (1842), Kristus og den samaritanske kvinde (1843), Thorn. Moore og hans Datter (1844, Londons Nationalgaleri), Gregor underviser drenge i sang (1845), Jesus-barnet ved synet af et kors (1847) m. v. De havde til følge, at det blev ham overdraget at udsmykke partier af det nye parlamenthus, hvori han blandt andet malede Moses med lovens tavler, Salomons dom, Daniel i løvekulen og i digterhallen scener af Shakespeares værker.